# 老木レディスクリニック2
老木レディスクリニック2（おいきレディスクリニックツー）は、大阪府和泉市にあった産科学、婦人科学、小児科学を専門とする医療機関。2012年 (平成24年) 5月に病床7床で開業し、2021年（令和3年）12月26日に事実上閉院。建物は大阪都市景観建築賞を受賞。

## 概要
2000年（平成12年）4月に開院した本院「老木レディスクリニック」の分院として開業。本院とともに、無痛分娩に対応することを特色とする産科を主力として運営されていた。
2017年（平成29年）1月に本院において無痛分娩により出産した女性が死亡する医療事故が発生し、この影響で同年5月に本院を閉鎖。以降はこの「老木レディスクリニック2」に診療機能を集約していたが、同年10月に院長が業務上過失致死容疑で書類送検された。2019年（平成31年）4月、大阪地方検察庁より不起訴処分。同年10月検察審査会にて不起訴不当を議決されたが、2021年（令和3年）3月に改めて不起訴処分を公表。
この事件による影響で信用が失墜したため、患者減少に歯止めがかからず、2021年（令和3年）12月26日に事業を停止。運営法人は2022年（令和4年）1月12日に大阪地裁より破産手続き開始決定を受けた。

## 建築
建物は2012年 (平成24年) 3月に竣工。設計は安藤忠雄建築研究所。施工は竹中工務店。三角形の建物内部には水庭、屋上庭園があり、敷地周囲にシマトネリコ等の高木が周辺の緑化環境に馴染んでいる。法面上に立地するため周辺道路からは視認しにくい。第33回大阪都市景観建築賞奨励賞を受賞
。

## 営業
- 診療日 - 月曜日、木曜日、土曜日 (午前のみ)

## 交通アクセス
- 泉北高速鉄道和泉中央駅から車で5分、徒歩20分。